# Gabriele Minì
Gabriele Minì (Palermo, 20 marzo 2005) è un pilota automobilistico italiano, vicecampione della Formula 3 nel 2024.
Originario di Marineo (Palermo), Gabriele Minì nel 2018 è entrato a far parte della struttura All Road Management di Nicolas Todt, manager anche di Charles Leclerc, mentre dal 2023 fa parte della Alpine Academy. Nel 2020, a soli quindici anni, è diventato il più giovane pilota a vincere il Campionato italiano di Formula 4.

## Carriera

### Kart
Minì inizia a correre sui kart da giovanissimo, vince per due volte, nel 2016 e nel 2017 il campionato italiano categoria 60mini. In seguito trionfa anche nel campionato WSK Super Master nel 2017 nella classe 60 mini e nel 2018 nella classe OKJ. 
Nel 2019 partecipa al campionato europeo FIA di Kart categoria OK finendo secondo e viene incoronato FIA Karting Rookie of the Year.

### Formula 4
Il 31 gennaio 2020 viene annunciato che Minì correrà il Campionato italiano di Formula 4 2020 con il team Prema. Vince subito gara 1 a Misano e in gara 3 arriva secondo dietro al pilota del team Van Amersfoort Racing, Francesco Pizzi. A Imola non riesce ad arrivare a podio in nessuna delle tre gare, ma prende punti preziosi per stare in testa al campionato, si rifà al Red Bull Ring, dove conquista due podi nelle prime due gare e vince gara 3 davanti a Joshua Durksen e Jak Crawford.

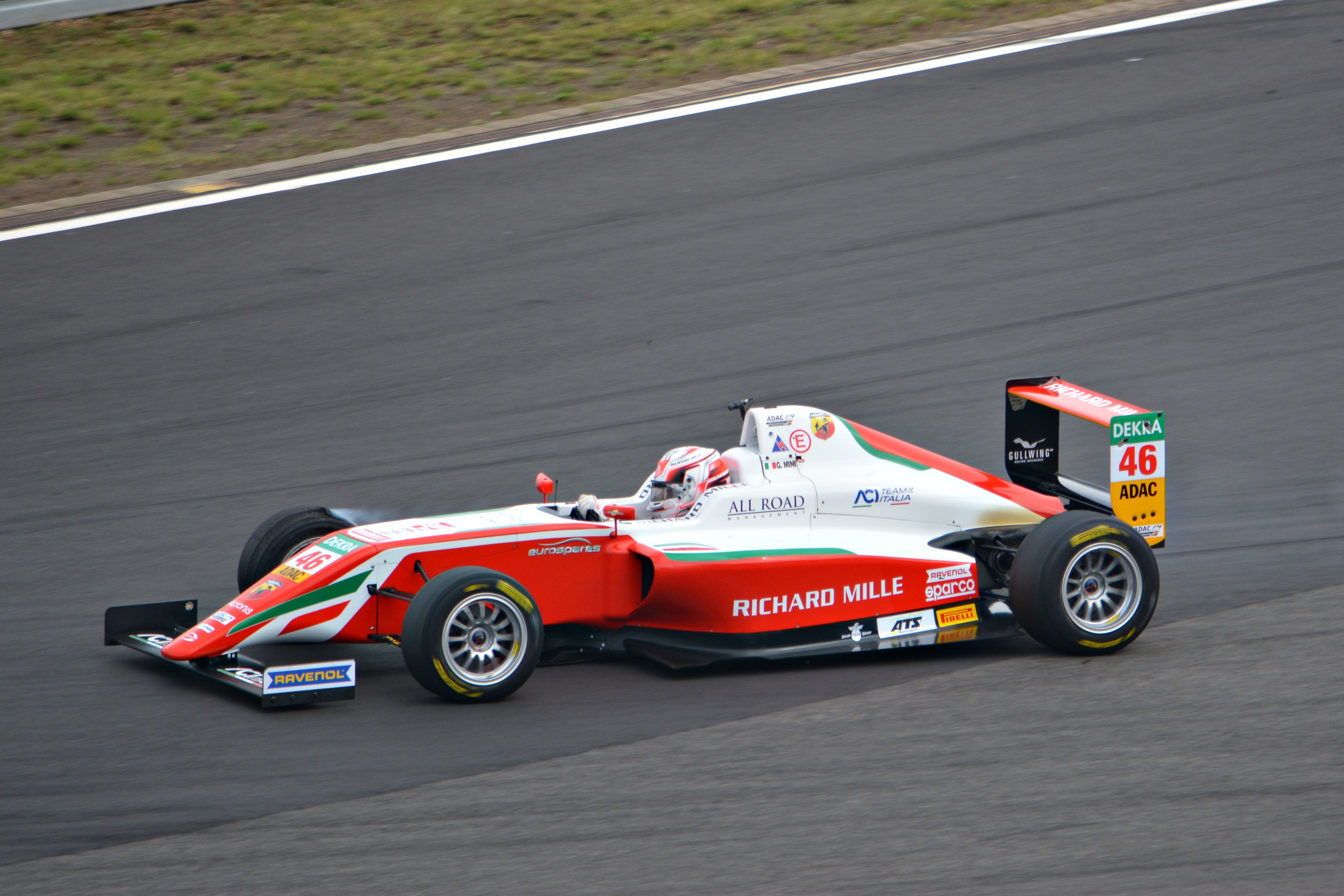
Gabriele Minì al Nürburgring nel 2020 con la Prema

Si ripete al Mugello dove vince dominando la sua terza gara nella categoria, poi si passa a Monza, con una gara 1 piena di sorpassi tra Minì e Pizzi che lottano per la prima posizione, la spunta il pilota della Prema in volata sotto la bandiera a scacchi, ma dopo la gara fu sanzionato di cinque secondi e la vittoria viene aggiudicata al avversario. Il 21 novembre il campionato torna a Imola, Minì vince gara 1 e arriva secondo sia in gara 2 e gara 3, laureandosi campione con tre gare d'anticipo. Nell'ultimo weekend a Vallelunga Minì arriva terzo nell'ultima gara, concludendo la stagione con 4 vittorie e 12 podi.
Minì sempre con il team Prema partecipa alle gare del Nürburgring e Hockenheimring del Campionato ADAC di Formula 4 2020, vincendo una gara davanti Jonny Edgar e ottenendo tre terzi posti; pur avendo disputato solo sei gare Minì chiude il campionato al decimo posto.

### Formula Regional

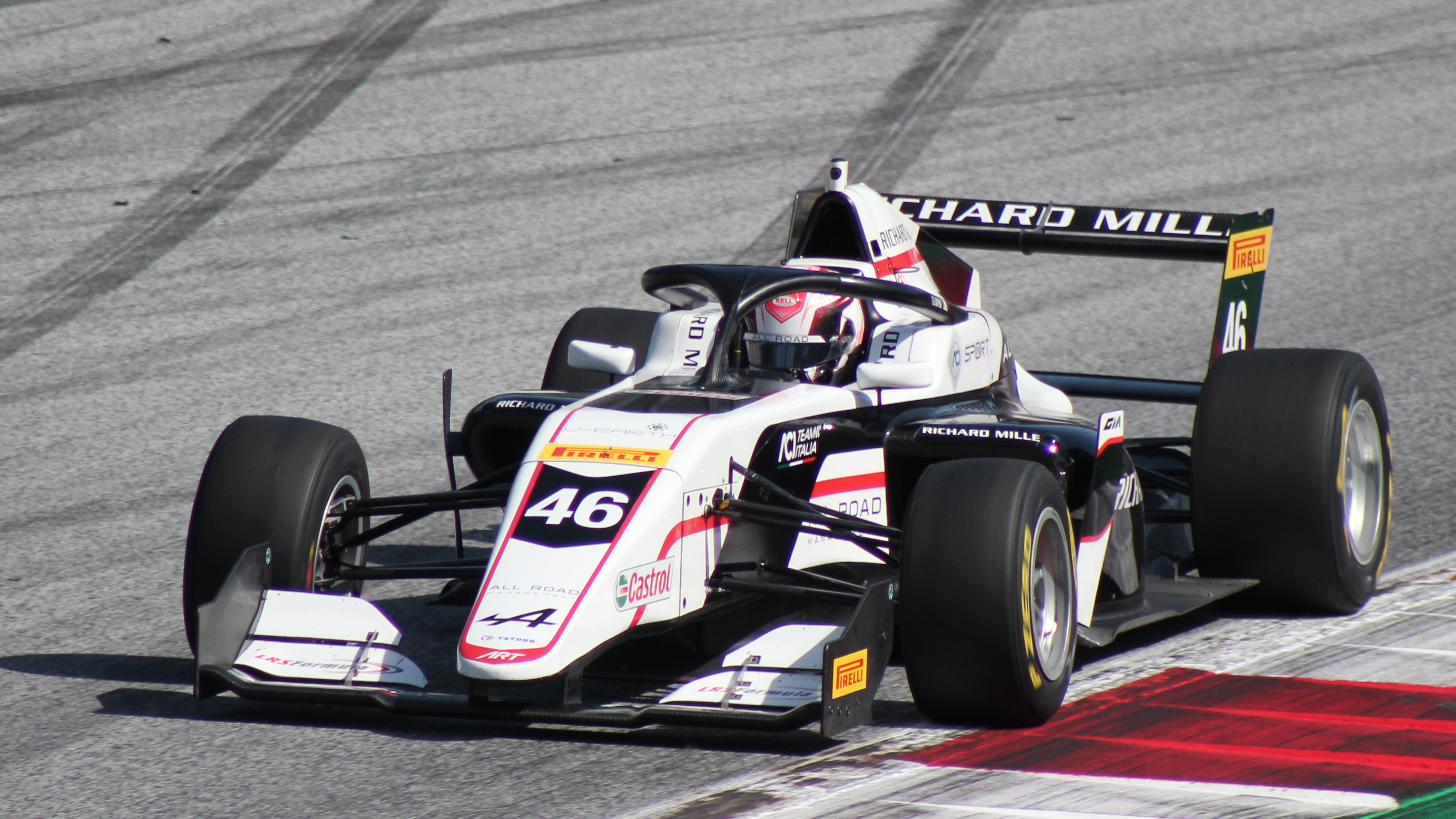
Gabriele Minì al Red Bull Ring nel 2021 con il team ART GP

Il 21 gennaio 2021 la ART Grand Prix annuncia che Gabriele Minì correrà l'intera stagione del Campionato FIA di Formula 3 Regional europeo. Il primo weekend si disputa sul circuito di Imola: in gara 1 arriva undicesimo a un passo dai primi punti, punti che arrivano in gara 2 grazie a una rimonta che dal decimo posto lo porta al sesto, classificandosi come il miglior esordiente della corsa. Nel secondo weekend a Barcellona arriva nella prima gara secondo dietro a Grégoire Saucy, conquistando così il primo podio nella categoria, mentre in gara 2 arriva ancora a punti con un quinto posto. Dopo due gare concluse al decimo posto sul Circuito di Monaco, il pilota italiano torna sul podio nella prima gara al Paul Ricard. A Zandvoort finisce a podio in entrambe le gare risultando il miglior rookie del weekend. Chiude settimo in classifica generale e secondo dietro a Isack Hadjar tra i rookie.
Nel inverno del 2022 partecipa alla Formula Regional asiatica con il team Hitech. Minì ottiene un secondo posto nel gara d'apertura, poi ottiene la prima vittoria sul Circuito di Yas Marina battendo in volata Jak Crawford. L'italiano per altri impegni è costretto a saltare il secondo round di Dubai, ritornato nella serie conquista la sua seconda vittoria davanti a Dino Beganovic e un altro secondo posto nel ultima gara del campionato. Minì chiude quarto in classifica generale pur avendo saltato tre gare.
Nel resto dell'anno, partecipa alla sua seconda stagione della Formula 3 europea regionale, sempre con l'ART Grand Prix. La campagna del pilota italiano è più positiva del anno precedente, ottiene la sua prima vittoria nella seria a Imola davanti a Dino Beganovic. Minì si ripete vincendo altre due corse, una al Paul Ricard, davanti a Kas Haverkort e altra al Mugello, nel ultima gara della stagione. Grazie anche ad altri sei podi Minì diventa vice campione della serie dietro a Dino Beganovic.
Nei primi mesi del 2023 torna a correre in Medio Oriente, ancora con il team Hitech Grand Prix partecipa alla rinominata Formula Regional Middle East. Prende parte solo ai primi due round, cogliendo però solo un quinto posto come unico risultato nella zona punti.

### Formula 3

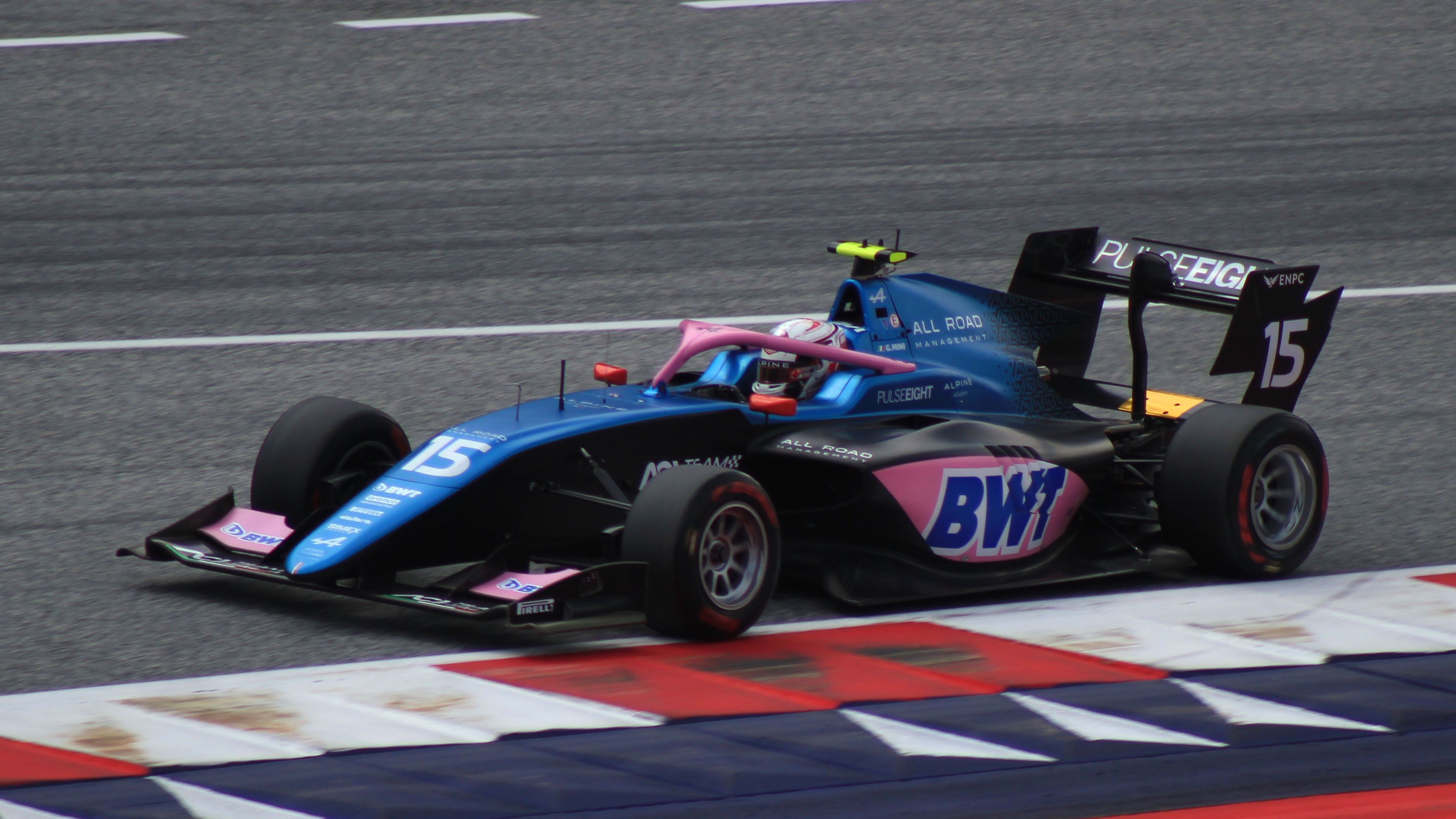
Gabriele Minì alla guida della Dallara F3 2019

Minì nel settembre 2022 partecipa ai test post stagionali del Campionato di Formula 3 a Jerez con il team Hitech GP; due mesi dopo viene scelto dal team per la stagione 2023 di Formula 3. Minì si dimostra subito competitivo conquistando la Pole position nella prima qualifica stagionale, in gara taglia il traguardo in prima posizione ma a causa di una penalità viene retrocesso all'ottavo posto. Nel secondo round a Melbourne ottiene il suo primo podio nella serie arrivando terzo in gara due, mentre a Montecarlo ottiene la pole position che poi trasforma nella sua prima vittoria in Formula 3. Nella prima corsa del Red Bull Ring ottiene un buon secondo posto dietro Paul Aron e al Hungaroring ritorna alla vittoria davanti a Gabriel Bortoleto e Nikita Bedrin. Minì chiude la sua prima stagione in Formula 3 al settimo posto in classifica assoluta e quarto tra i Rookie.
Nei test di Jerez di Formula 3, Minì ritorna con il team Prema. Nel novembre dello stesso anno partecipa per la prima volta al Gran Premio di Macao con il team italiano supportato da SJM Theodore. Il pilota italiano si dimostra competitivo per tutto l'evento e chiude terzo dietro Luke Browning e Dennis Hauger.
Per la stagione 2024 rimane in Formula 3 con il team Prema. Già nelle prime corse della stagione dimostra un'ottima costanza ed ottiene il terzo posto a Melbourne. A Montecarlo, come l'anno precedente, ottiene la Pole position e vince la corsa davanti a Christian Mansell. Dopo il round deludente di Barcellona ottiene due secondi posti, il primo a Spielberg dietro Luke Browning e il secondo a Silverstone dietro al compagno di team, Arvid Lindblad, dove compie una incredibile rimonta essendo partito quattordicesimo. Ottiene un altro secondo posto nella gara uno di Spa dietro al suo compagno di team Dino Beganovic. Grazie a questi risultati, Gabriele arriva a giocarsi il titolo, all'ultimo round di Monza, contro Leonardo Fornaroli, Luke Browning e Arvid Lindblad. In gara due è virtualmente campione fino all'ultimo giro, quando il connazionale Fornaroli riesce a superare Christian Mansell sulla parabolica e guadagnare la terza posizione e il titolo. Dopo la gara Minì viene squalificato per un'errata pressione delle gomme, ma non perde il secondo posto in classifica.

### Formula 2
Nel 2024 prende parte al round di Baku della Formula 2 sostituendo Oliver Bearman sul sedile del team Prema. Nella sua gara d'esordio, la Sprint Race di Baku riesce a chiudere terzo, conquistando il suo primo podio.
Nel 2025 disputerà l'intera stagione con il team Prema.

### Formula 1 e Formula E
A fine settembre del 2019 partecipa all'ACI Sport - FDA Camp per giovani talenti, dove ha la possibilità di scendere in pista sul Circuito di Fiorano. Il 14 febbraio del 2023 Minì entra nella Academy del team Alpine F1. Nel 2024 prende parte ai Rookie test di Berlino correndo per il team della Formula E, Nissan.

## Risultati

### Riassunto della carriera
| Stagione | Campionato                   | Team               | Gare | Vittorie | Pole | G.V | Podi | Punti | Pos. |
| -------- | ---------------------------- | ------------------ | ---- | -------- | ---- | --- | ---- | ----- | ---- |
| 2020     | Formula 4 ADAC               | Prema Powerteam    | 6    | 1        | 2    | 2   | 4    | 82    | 10°  |
| 2020     | Formula 4 italiana           | Prema Powerteam    | 21   | 4        | 9    | 2   | 12   | 284   | 1°   |
| 2021     | Formula Regional europea     | ART Grand Prix     | 20   | 0        | 0    | 0   | 4    | 122   | 7°   |
| 2022     | Formula Regional Asia        | Hitech Grand Prix  | 12   | 2        | 1    | 1   | 4    | 130   | 4°   |
| 2022     | Formula Regional europea     | ART Grand Prix     | 20   | 3        | 3    | 5   | 9    | 242   | 2°   |
| 2023     | Formula Regional Middle East | Hitech Pulse-Eight | 6    | 0        | 1    | 0   | 0    | 10    | 22°  |
| 2023     | Formula 3                    | Hitech Pulse-Eight | 17   | 2        | 2    | 1   | 4    | 92    | 7°   |
| 2023     | Gran Premio di Macao         | SJM Theodore Prema | 2    | 0        | 0    | 0   | 2    | -     | 3°   |
| 2024     | Formula 3                    | Prema Racing       | 20   | 1        | 1    | 1   | 5    | 130   | 2°   |
| 2024     | Formula 2                    | Prema Racing       | 2    | 0        | 0    | 0   | 1    | 6     | 27°  |

* Stagione in corso

### Risultati in F4 italiana
| Stagione | Team            | 1   | 2   | 3   | 4   | 5   | 6   | 7   | 8   | 9   | 10  | 11  | 12  | 13  | 14  | 15  | 16  | 17  | 18  | 19  | 20  | 21  | Punti | Pos. |
| -------- | --------------- | --- | --- | --- | --- | --- | --- | --- | --- | --- | --- | --- | --- | --- | --- | --- | --- | --- | --- | --- | --- | --- | ----- | ---- |
| 2020     | Prema Powerteam | MIS | MIS | MIS | IMO | IMO | IMO | RBR | RBR | RBR | MUG | MUG | MUG | MNZ | MNZ | MNZ | IMO | IMO | IMO | VLL | VLL | VLL | 284   | 1º   |
| 2020     | Prema Powerteam | 1   | 4   | 2   | 7   | 5   | 4   | 2   | 3   | 1   | 4   | 2   | 1   | 10  | 2   | Rit | 1   | 2   | 2   | 7   | C   | 3   | 284   | 1º   |

### Risultati in Formula Regional europea
(legenda) (Le gare in grassetto indicano la pole position) (Le gare in corsivo indicano Gpv)
| Stagione | Team           | 1   | 2   | 3   | 4   | 5   | 6   | 7   | 8   | 9   | 10  | 11  | 12  | 13  | 14  | 15  | 16  | 17  | 18  | 19  | 20  | Punti | Pos. |
| -------- | -------------- | --- | --- | --- | --- | --- | --- | --- | --- | --- | --- | --- | --- | --- | --- | --- | --- | --- | --- | --- | --- | ----- | ---- |
| 2021     | ART Grand Prix | IMO | IMO | CAT | CAT | MON | MON | LEC | LEC | ZAN | ZAN | SPA | SPA | RBR | RBR | VAL | VAL | MUG | MUG | MNZ | MNZ | 122   | 7º   |
| 2021     | ART Grand Prix | 11  | 6   | 2   | 5   | 10  | 10  | 2   | Rit | 2   | 3   | 6   | 4   | 11  | 12  | 14  | 10  | 9   | Rit | Rit | 5   | 122   | 7º   |
| 2022     | ART Grand Prix | MNZ | MNZ | IMO | IMO | MON | MON | LEC | LEC | ZAN | ZAN | HUN | HUN | SPA | SPA | RBR | RBR | CAT | CAT | MUG | MUG | 242   | 2º   |
| 2022     | ART Grand Prix | 15  | 3   | 28  | 1   | 4   | 3   | 5   | 1   | 3   | 2   | 2   | 2   | DSQ | 6   | 7   | 4   | 5   | 7   | Rit | 1   | 242   | 2º   |

### Risultati in Formula Regional asiatica / Middle East
(legenda) (Le gare in grassetto indicano la pole position) (Le gare in corsivo indicano Gpv)
| Stagione | Squadra           | 1   | 2   | 3   | 4   | 5   | 6   | 7   | 8   | 9   | 10  | 11  | 12  | 13  | 14  | 15  | Punti | Pos. |
| -------- | ----------------- | --- | --- | --- | --- | --- | --- | --- | --- | --- | --- | --- | --- | --- | --- | --- | ----- | ---- |
| 2022     | Hitech Grand Prix | ABU | ABU | ABU | DUB | DUB | DUB | DUB | DUB | DUB | DUB | DUB | DUB | ABU | ABU | ABU | 130   | 4°   |
| 2022     | Hitech Grand Prix | 2   | Rit | 1   | Rit | 13  | 4   |     |     |     | 5   | 7   | 6   | 8   | 1   | 2   | 130   | 4°   |
| 2023     | Hitech Grand Prix | DUB | DUB | DUB | KMT | KMT | KMT | KMT | KMT | KMT | DUB | DUB | DUB | ABU | ABU | ABU | 10    | 22°  |
| 2023     | Hitech Grand Prix | 11  | 17  | 5   | Rit | Rit | 19  |     |     |     |     |     |     |     |     |     | 10    | 22°  |

### Risultati in Formula 3
(legenda) (Le gare in grassetto indicano la pole position) (Le gare in corsivo indicano Gpv)
| Anno | Team               | 1   | 2   | 3   | 4   | 5   | 6   | 7   | 8   | 9   | 10  | 11  | 12  | 13  | 14  | 15  | 16  | 17  | 18  | 19  | 20  | Punti | Pos. |
| ---- | ------------------ | --- | --- | --- | --- | --- | --- | --- | --- | --- | --- | --- | --- | --- | --- | --- | --- | --- | --- | --- | --- | ----- | ---- |
| 2023 | Hitech Pulse-Eight | BHR | BHR | MEL | MEL | MON | MON | CAT | CAT | RBR | RBR | SIL | SIL | HUN | HUN | SPA | SPA | MNZ | MNZ |     |     | 92    | 7º   |
| 2023 | Hitech Pulse-Eight | 17  | 8   | 4   | 3   | 11  | 1   | 20  | 14  | 2   | Rit | 5   | 7   | 1   | 16  | Rit | NP  | 6   | 19  |     |     | 92    | 7º   |
| 2024 | Prema Racing       | SAK | SAK | MEL | MEL | IMO | IMO | MON | MON | CAT | CAT | RBR | RBR | SIL | SIL | HUN | HUN | SPA | SPA | MNZ | MNZ | 130   | 2º   |
| 2024 | Prema Racing       | 7   | 6   | 6   | 3   | 6   | 6   | 11  | 1   | Rit | 21  | 6   | 2   | 6   | 2   | 14  | 11  | 2   | 13  | 9   | SQ  | 130   | 2º   |

### Risultati in Formula 2
(legenda) (Le gare in grassetto indicano la pole position) (Le gare in corsivo indicano Gpv)
| Stagione | Team         | 1   | 2   | 3   | 4   | 5   | 6   | 7   | 8   | 9   | 10  | 11  | 12  | 13  | 14  | 15  | 16  | 17  | 18  | 19  | 20  | 21  | 22  | 23  | 24  | 25  | 26  | 27  | 28  | Punti | Pos. |
| -------- | ------------ | --- | --- | --- | --- | --- | --- | --- | --- | --- | --- | --- | --- | --- | --- | --- | --- | --- | --- | --- | --- | --- | --- | --- | --- | --- | --- | --- | --- | ----- | ---- |
| 2024     | Prema Racing | BHR | BHR | JED | JED | ALB | ALB | IMO | IMO | MON | MON | CAT | CAT | RBR | RBR | SIL | SIL | HUN | HUN | SPA | SPA | MNZ | MNZ | BAK | BAK | LUS | LUS | YMC | YMC | 6     | 27°  |
| 2024     | Prema Racing |     |     |     |     |     |     |     |     |     |     |     |     |     |     |     |     |     |     |     |     |     |     | 3   | Rit |     |     |     |     | 6     | 27°  |
| 2025*    | Prema Racing | ALB | ALB | BHR | BHR | JED | JED | IMO | IMO | MON | MON | CAT | CAT | RBR | RBR | SIL | SIL | SPA | SPA | HUN | HUN | MNZ | MNZ | BAK | BAK | LUS | LUS | YMC | YMC | 35*   |      |
| 2025*    | Prema Racing | 7   | C   | 7   | 9   | 6   | 9   | 16  | 18  | 2   | Rit | Rit | 10  | Rit | Rit | 14  | Rit | 3   | 6   | 14  | 17  |     |     |     |     |     |     |     |     | 35*   |      |

* Stagione in corso.

### Risultati Gran Premio di Macao
| Anno | Team                      | Auto         | Qualifica | Gara |
| ---- | ------------------------- | ------------ | --------- | ---- |
| 2023 | SJM Theodore Prema Racing | Dallara F319 | 3°        | 3°   |